# Hermann Frick (Schauspieler)
Hermann Frick (* 26. Juli 1897 in Zürich, Schweiz; † 27. Mai 1987 ebenda) war ein Schweizer Schauspieler.

## Leben und Wirken
Der gebürtige Zürcher erhielt seine künstlerische Ausbildung zu Beginn der 1920er Jahre und gab seinen Bühneneinstand 1923 in Frankfurt am Main. In den kommenden Jahren folgte Frick Verpflichtungen an Provinzbühnen in der Schweiz (z. B. nach Luzern, wo er u. a. den Lysander in Shakespeares „Ein Sommernachtstraum“, den Laertes in „Hamlet“ und den Ferdinand in Schillers „Kabale und Liebe“ gab) wie auch in Deutschland (z. B. nach Frankfurt/Oder, Weimar und Wiesbaden, wo er von 1932 bis 1934 am dortigen Nassauischen Landestheater wirkte). 1934 begab sich Frick erstmals nach Berlin, um in den kommenden zwei Jahren einer Verpflichtung an das Rose-Theater nachzukommen. Zur selben Zeit spielte Hermann Frick mehrere kleine Nebenrollen in reichsdeutschen Unterhaltungsfilmen: mal war er ein Buchhalter (wie in der Oscar-Wilde-Verfilmung Ein idealer Gatte), mal ein Adjutant (wie in Schwarze Rosen) oder ein Leutnant (wie in dem Fridericus-Film von 1936). Anschließend kehrte Frick in die Schweiz heim und setzte in der Landeshauptstadt Bern am dortigen Stadttheater bis 1940 seine Bühnentätigkeit fort.
In den folgenden Jahrzehnten trat Frick an Schweizer Spielstätten in Basel, Luzern, St. Gallen und Zürich auf. Sein Rollenrepertoire umfasste die Titelrolle (und später auch den Grafen Truchß) in Kleists „Prinz Friedrich von Homburg“, den Tellheim in Lessings „Minna von Barnhelm“, den Orsino in Shakespeares „Was ihr wollt“, den Gregers Werle in Ibsens „Die Wildente“, den Graf Montrond in Kessers „Talleyrand und Napoleon“ den Diomedes in Kleists „Penthesilea“, den Calcagno in Schillers „Die Verschwörung des Fiesco zu Genua“, den Hauptmann von Schlettow in Zuckmayers „Der Hauptmann von Köpenick“, den Salisbury in Shakespeares „Richard II.“, den Graf Schlick in Grillparzers „Ein Bruderzwist in Habsburg“. Seine Filmauftritte in der Heimat, beginnend 1940 mit „Dilemma“, wurden hingegen recht selten. Vor allem in den 1960er und frühen 1970er Jahren erhielt Hermann Frick eine Reihe von kleinen Spielfilmrollen, ehe er sich 1973 von der Arbeit vor der Kamera zurückzog. Beim Theater blieb er noch bis Mitte desselben Jahrzehnts aktiv. Frick wirkte auch bei zahllosen Hörspielen als Sprecher mit. Der Zürcher starb in seiner Heimatstadt zwei Monate vor Vollendung seines 90. Geburtstags.

## Filmografie
- 1934: Schützenkönig wird der Felix
- 1934: Mein Leben für Maria Isabell
- 1935: Ein idealer Gatte
- 1935: Schwarze Rosen
- 1936: Fridericus
- 1940: Ist Dr. Ferrat schuldig? (Dilemma)
- 1941: Gilberte de Courgenay
- 1959: Apollo von Bellac (Fernsehfilm)
- 1959: HD-Soldat Läppli
- 1960: An heiligen Wassern
- 1961: Die Heuchler (Die Gejagten)
- 1966: Angeklagt nach § 218 (Der Arzt stellt fest…)
- 1967: En Tote im Lift (Fernsehfilm)
- 1969: Bitte nicht mit mir
- 1972: George (Fernsehserie)
- 1972: La sainte Famille
- 1973: Ein Schweizer wie bestellt (Fernsehfilm)